# ケルン (軽巡洋艦・3代)
|          |                                                                                  |
| 艦歴     |                                                                                  |
| 発注:    |                                                                                  |
| 起工:    | 1926年8月7日                                                                     |
| 進水:    | 1928年5月23日                                                                    |
| 就役:    | 1930年1月15日                                                                    |
| 退役:    | 1945年4月5日                                                                     |
| 除籍:    |                                                                                  |
| その後:  |                                                                                  |
| 性能諸元 |                                                                                  |
| 排水量:  | 満載：8,350 トン                                                                 |
| 全長:    | 174 m                                                                            |
| 全幅:    | 15.3 m                                                                           |
| 吃水:    | 6.28 m                                                                           |
| 機関:    | 蒸気タービン2基、6缶 MANディーゼルエンジン2基、 2軸推進、69,800shp               |
| 最大速:  | 32ノット                                                                         |
| 兵員:    | 850名                                                                            |
| 兵装:    | 5.9インチ(150mm)砲9門、88mm砲6門、 37mm砲8門、20mm砲8門、 21インチ魚雷発射管12門 |
| 艦載機:  | Ar196 2機                                                                        |

ケルン (Köln) はドイツ海軍の軽巡洋艦。ケーニヒスベルク級軽巡洋艦の3番艦。艦名はドイツの地方都市ケルンに因む。

## 艦歴
建造はヴィルヘルムスハーフェン工廠。1926年8月7日起工。1928年5月23日進水。1930年1月15日就役。
第二次世界大戦開戦時はバルト海に展開。続いて、北海で機雷敷設作戦の支援に当たった。1939年10月には戦艦グナイゼナウなどと共に北海北部への出撃を行った。
ドイツの駆逐艦はイギリス島東岸沖に機雷敷設を行っていて、その支援のために巡洋艦が投入された。12月12日、そのような支援作戦の一つで「ケルン」、「ニュルンベルク」（ギュンター・リュッチェンス少将座乗）、「ライプツィヒ」がSchillig Roadsから出撃した（Nanni-Sophie作戦）。12月13日、ドイツの巡洋艦はイギリス潜水艦「サーモン」に発見され攻撃を受けた。まず、11時25分に「ライプツィヒ」に魚雷が命中し、続いて11時27分に「ニュルンベルク」にも魚雷が命中した。13時40分に駆逐艦「ヘルマン・キュンネ」、「リヒャルト・バイツェン」、「ブルーノ・ハイネマン」が合流し、それらに護衛されて3隻の巡洋艦は帰路についた。「ライプツィヒ」と「ニュルンベルク」の出せる速度の違いからリュッチェンスは別々に帰還することを決め、「ケルン」は「リヒャルト・バイツェン」、「ブルーノ・ハイネマン」とともに「ライプツィヒ」に同行した。翌朝には駆逐艦「ヘルマン・シェーマン」、「フリードリヒ・イーン」やFボート、Rボートと合流し、「ケルン」は「ヘルマン・シェーマン」、「フリードリヒ・イーン」を伴い「ライプツィヒ」とは別れた。同日午後、「ケルン」はイギリス潜水艦「アーシュラ」に発見されたが「アーシュラ」は攻撃を行うことは出来なかった。この後、「アーシュラ」は「ライプツィヒ」などに対して攻撃を行いFボート1隻を沈めている。
1940年4月、ヴェーザー演習作戦に参加。ケルンは軽巡洋艦ケーニヒスベルクなどと共にベルゲンの攻略に当たった。4月9日に部隊はベルゲンに到着し、ベルゲン占領に成功した。だが、4月10日に英軍機の攻撃でケーニヒスベルクが撃沈された。ケルンは4月11日にベルゲンを離れドイツに戻った。
1940年後終わりから1941年初めまでは改装に費やされた。
1941年9月、ソ連艦隊の出撃阻止のため戦艦ティルピッツなどと共にエーランド海へ出撃した。10月12日から21日までヒーウマー島の攻略に従事。この間の10月13日にはソ連潜水艦Shch-323の雷撃を受けるが回避に成功した。
1942年2月、3月に改装が行われた。8月、ノルウェー北部へ進出。
12月に行われたバレンツ海海戦の結果、ヒトラーは大型艦の解体命令を出した。この命令は結局実行はされなかったが、ケルンなどは退役させられることになった。ケルンは重巡洋艦アドミラル・ヒッパーと共にノルウェー北部を離れ、2月8日にキールに到着した。そして、2月17日に退役した。
1944年4月1日、ケルンは再就役した。12月13日、ケルンはオスロフィヨルドで爆撃を受け多数の至近弾により損傷した。12月31日にも再び至近弾により損傷。オスロで修理を受けたが不十分であり、そのためヴィルヘルムスハーフェンに移った。1945年3月30日、ヴィルヘルムスハーフェンで爆撃を受けて被弾、大破着底した。4月5日退役。